# Actaea calculosa
Actaea calculosa es una especie de crustáceo decápodo de la familia Xanthidae. Originalmente fue incluida en el género Cancer.

## Características
Actaea calculosa es una especie bentónica que habita en aguas pocas profundas con fondo rocoso. Alcanza una profundidad máxima de 100 m. Miden entre 0 y 5 mm.

## Distribución geográfica
Actaea calculosa habita en el mar Rojo, el golfo Pérsico, las costas del subcontinente indio, el mar de la China meridional, el suroeste de la isla Kyūshū (Japón), Indonesia, el golfo de Tailandia, Australia y Tahití.